# حسینیه و مسجد لطفعلیخان
حسینیه و مسجد لطفعلیخان مربوط به دوره قاجار است و در سبزوار، خیابان اسرار شمالی، نرسیده به چهارراه بیهق واقع شده و این اثر در تاریخ ۱۷ مرداد ۱۳۸۳ با شمارهٔ ثبت ۱۱۰۵۴ به‌عنوان یکی از آثار ملی ایران به ثبت رسیده است.